# Guamaggiore
Guamaggiore (Gomajòri in sardo) è un comune italiano di 877 abitanti della città metropolitana di Cagliari, nella subregione della Trexenta.

## Storia
L'area fu abitata in epoca prenuragica (fin dal IV millennio a.C.), nuragica, punica e romana, per la presenza nel territorio di diverse testimonianze archeologiche.
Durante il medioevo appartenne al Giudicato di Cagliari e fece parte della curatoria della Trexenta. Alla caduta del giudicato (1258) il territorio passò per breve tempo al giudicato di Arborea; il giudice Mariano II nel 1295 lasciò in eredità i territori dell'ex giudicato di Cagliari alla repubblica di Pisa, feudo dei Visconti. Nel 1324 il paese passò agli Aragonesi insieme a tutti i centri delle ex curatorie di Trexenta e di Gippi; nel 1421 il villaggio, con tutti gli altri paesi della ex curadorìa dì Trexenta, fu dato in amministrazione a Giacomo de Besora che nel 1434 ne ottenne la concessione feudale. Nel 1497 il paese fu unito alla contea di Villasor, feudo di Giacomo de Alagón. Nel 1594 la contea fu trasformata in marchesato.
Il paese fu abbandonato in seguito alle epidemie dì peste del 1651-55 e del 1681. I sopravvissuti si trasferirono un po' più a nord, dove sorge il paese attuale.
Nel 1703 il feudo venne donato da Artale de Alagón alla figlia Isabella sposata con Giuseppe da Silva. Ai Da Silva - Alagon fu riscattato nel 1839 con l'abolizione del sistema feudale.
Dal 1928 al 1946 fu aggregato, insieme ad Ortacesus, al comune di Selegas.

### Simboli
Lo stemma e il gonfalone del comune di Guamaggiore sono stati concessi con decreto del presidente della Repubblica del 24 aprile 2000.
Le frecce nello stemma comunale sono attributi del patrono san Sebastiano.
Il gonfalone è un drappo partito di azzurro e di bianco.

## Monumenti e luoghi d'interesse

### Architetture religiose
- Chiesa parrocchiale di San Sebastiano: la sua costruzione risale al XVII secolo (le prime attestazioni sono del 1561), quando i superstiti di una terribile pestilenza che si era abbattuta sul paese la eressero in onore del martire, invocato per far cessare l'epidemia. Intorno alla chiesa si è successivamente sviluppato il paese. Di pianta rettangolare, la chiesa di San Sebastiano è arricchita dalla presenza di marmi policromi nel presbiterio e nelle cappelle laterali. Nel coro si conserva un organo a canne costruito nel 1772 dal fabbricante lombardo Giuseppe Lazzari.
- Chiesa di San Pietro: costruita fra il XIII e il XIV secolo in stile gotico, la chiesa di San Pietro si trova all'ingresso del paese arrivando da Guasila, in cima ad una scalinata. La struttura si presenta a navata unica con tre nicchie nel presbiterio archivoltato.
- Chiesa di Santa Maria Maddalena: semplice costruzione caratterizzata dal porticato antistante e dal campanile a vela, la chiesa di Santa Maria Maddalena risale al 1219, anno in cui iniziarono i lavori di edificazione, con i materiali di un nuraghe di cui non resta più traccia.

### Siti archeologici
- La Reggia Nuragica di Barru, al confine tra i comuni di Guamaggiore e Guasila, rappresenta uno dei monumenti nuragici più interessanti della Trexenta. Nuraghe trilobato con pozzo interno, è stato oggetto di scavi dal 2010 grazie al contributo della Regione Sardegna.

## Società

### Evoluzione demografica
Abitanti censiti

### Lingue e dialetti
La variante di sardo parlata a Guamaggiore è il campidanese occidentale

## Amministrazione
| Periodo         | Periodo         | Primo cittadino | Partito                              | Carica  | Note |
| --------------- | --------------- | --------------- | ------------------------------------ | ------- | ---- |
| 31 maggio 2015  | 26 ottobre 2020 | Antonio Cappai  | Lista civica "Bidda amada"           | Sindaco |      |
| 26 ottobre 2020 | in carica       | Antonio Cappai  | Lista civica "Guamaggiore nel cuore" | Sindaco |      |